# Donbass (filme)
Donbass é um filme dramático co-produzido internacionalmente em 2018, dirigido por Sergei Loznitsa. Foi seleccionado como filme de abertura da secção Un Certain Regard do Festival de Cannes 2018. Em Cannes, Loznitsa ganhou o prémio Un Certain Regard de Melhor Director, bem como a Pirâmide de Prata no 40º Festival Internacional de Cinema do Cairo. Foi seleccionado para o Melhor Filme Estrangeiro na 91ª Premiação do Oscar, mas não foi indicado. Foi filmado em Kryvy Rih, a 300 km a oeste de Donetsk. No 49º Festival Internacional de Cinema da Índia, recebeu o prémio de Melhor Filme: Golden Peacock Award.